# Raionul Rohatîn, Ivano-Frankivsk
Rohatîn (în ucraineană Рогатинський район, transliterat: Rohatînskîi raion) este un raion în regiunea Ivano-Frankivsk, Ucraina. Reședința sa este orașul Rohatîn.

## Demografie
Componența lingvistică a raionului Rohatîn
     Ucraineană (99,68%)
     Alte limbi (0,3%)
Conform recensământului din 2001, majoritatea populației raionului Rohatîn era vorbitoare de ucraineană (99,68%), existând în minoritate și vorbitori de alte limbi.